# Étouy
Étouy is een gemeente in het Franse departement Oise (regio Hauts-de-France) en telt 772 inwoners (1999). De plaats maakt deel uit van het arrondissement Clermont.

## Geografie
De oppervlakte van Étouy bedraagt 9,6 km², de bevolkingsdichtheid is 80,4 inwoners per km².
De onderstaande kaart toont de ligging van Étouy met de belangrijkste infrastructuur en aangrenzende gemeenten.

## Demografie
Onderstaande figuur toont het verloop van het inwonertal (bron: INSEE-tellingen).